# Douglas Prasher
Douglas C. Prasher (nacido en agosto de 1951) es un biólogo molecular estadounidense. Es conocido por su trabajo para clonar y secuenciar los genes de la fotoproteína aequorina y de la Proteína verde fluorescente (GFP)  y por su propuesta para utilizar la GFP como molécula trazadora. Comunicó su trabajo pionero a Martin Chalfie y Roger Y. Tsien, pero para 1991 no pudo obtener financiación para su investigación y finalmente tuvo que abandonar la ciencia. Chalfie y Tsien recibieron en 2008 el Premio Nobel en Química, por su trabajo, el que públicamente reconocieron era sustancialmente basado en el trabajo de Douglas Prasher, y a través de sus esfuerzos y el de otros, Douglas Prasher regresó a trabajar en investigación científica en junio de 2010.

## Carrera
Prasher Recibió su doctorado en bioquímica en la Universidad Estatal de Ohio en 1979. De 1979 a 1983,  trabajó en genética e investigación bioquímica en la Universidad de Georgia, donde identificó la secuencia de gen para aequorina. Posteriormente se unió el Departamento de Biología de la Institución Oceanográfica Woods Hole en Massachusetts donde estudió bioluminiscencia. En 1988, recibió una subvención de $200,000 para 2 años de investigación de la American  Cáncer Society (ACS) para clonar el gen para proteína fluorescente verde (GFP), la proteína que da a la medusa su luminiscencia. Prasher tuvo éxito en este proyecto, y compartió sus hallazgos con Martin Chalfie y Roger Tsien cuando los mismos se comunicaron con él.  En años subsiguientes, Prasher proporcionó el clon a centenares de científicos
La información respecto a que Prasher tuvo dificultad para conseguir fluorescencia de GFP en otra especie en estudios de recombinación son inexactos, Prasher trabajó con el grupo de Chalfie logrando mostrar exitosamente la expresión recombinante en la bacteria E. coli, el nematodo C. elegans y posteriormente en la planta Arabidopsis thaliana. Cuando se acabó la financiación de la ACS, Prasher había aislado en forma parcial, pero casi completa la gfp cDNA, con 965 de las 1,050 bases del correspondientes mRNA. Hubiera requerido para Prasher el año siguiente (sin financiación) para la construcción de otra biblioteca cDNA para aislar una cadena completa de cDNA clonado, sin embargo debe ser notado que esta cadena parcial de cDNA clonado fue posteriormente utilizado y fue suficiente para la expresión exitosa del heterologous en E. coli, C. elegans  y A. thaliana. Pero Prasher no pudo dedicarse a la investigación debido a la falta de fondos para estudiar la expresión en E. coli; no fue evidente hasta el anuncio de los premio Nobel lo desafortunado que había sido esto. Chalfie y Tsien tuvieron éxito en sus estudios de expresión de la GFP para la que posteriormente se encontraron aplicaciones como bioquímico trazador y en estudios de expresión genética en forma fluorescente.
Prasher se postulo para fondos de los Institutos Nacionales de Salud para financiar sus estudios pero fue rechazado, y cuando fue puesto a revisión la posibilidad de promoverlo a profesor asistente el ya había decidido abandonar la academia. Posteriormente, Prasher trabajó para el Servicio de Inspección de Sanidad Animal y Vegetal del Departamento de Agricultura de los Estados Unidos en su Centro de Protección de Otis en el Cabo Cod Massachusetts como genetista de poblaciones y fue más tarde transferido a la Planta  de Cuarentena de Germoplasma y Biotecnología en Beltsville, Maryland. Debido a que las condiciones laborables se deterioraron en Beltsville,  paso a trabajar para la empresa subcontratista de la NASA: AZ Technology en Huntsville, Alabama, trabajando en un proyecto para desarrollar un dispositivo lab on a chip para monitoreo de la cabina y para realizar diagnósticos humanos en viajes espaciales de largo plazo. Aun así, perdió su trabajo después de que 1.5 años cuándo hubo una reorganización en la NASA  y se canceló el proyecto.

El 8 de octubre de 2008, el premio Nobel en Química fue otorgado a Osamu Shimomura, Chalfie, y Tsien por su trabajo en GFP.  Prasher no fue incluido entre los laureados por el premio, tan sólo tres individuos pueden compartir en un premio Nobel. Chalfie declaró respecto a la contribución de Prasher:
El trabajo de Prasher fue crítico y esencial para el trabajo que hicimos en nuestro laboratorio. Podrían fácilmente haberle dado el premio a Douglas y a los otro dos y haberme dejado fuera.
Tsien también estuvo de acuerdo en que no podrían haberlo hecho sin Prasher, "Doug Prasher tuvo un rol muy importante."

El 9 de octubre de 2008 en una entrevista telefónica con la National Public Radio (NPR) y el 14 de octubre de 2008 en una entrevista de televisión para Inside Edition, Prasher dijo que no pudo conseguir trabajo en investigación científica, se le acabaron sus ahorros, y terminó trabajando como conductor de cortesía de autobús para un concesionario de Toyota en Huntsville por U$S 8.50 la hora. En la emisión de NPR, uno de sus ex colegas se refirió a la situación de Prasher como "un lamentable desperdicio de talento".  Prasher expresó su deseo de volver a la investigación científica, pero no con medusas. También expreso su felicidad al enterarse del otorgamiento del Premio Nobel a Shimomura, Chalfie, y Tsien:
Estoy realmente feliz por ellos. Me sorprendió realmente que la temática particular haya tenido tanto peso.
Chalfie y Tsien invitaron a Prasher y su mujer, Virginia Eckenrode, para atender la ceremonia de entrega de los premios Nobel, como sus huéspedes y pagando todos sus gastos.  Los 3 laureados con el premio Nobel de Química en el 2008 dieron las gracias a Prasher en sus discursos.
En junio de 2010, Prasher fue finalmente capaz de regresar a ciencia, trabajando para Streamline Automatización en Huntsville hasta diciembre de 2011, y entre el 2012 y 2015 en el laboratorio de Tsien en la Universidad de California en San Diego.

## Publicaciones
- Prasher, D., McCann, R.O., Cormier, M.J., Clonando y expresión del cDNA codificación para aequorin, un bioluminescent calcio-proteína obligatoria.  Biochem. Biophys. Res. Comm., 126, 1259-1268 (1985).
- Richard, J.P., Prasher, D.C., Ives, D.H., Frey, P.Un., Chiral [18O]phosphorothioates. El stereochemical curso de thiophosphoryl transferencia de grupo catalyzed por nucleósido phosphotransferase.  J. Biol. Chem., 254(11), 4339-4341 (1979).
- Prasher, D.C., Carr, M.C., Ives, D.H., Tsai, T.C., Frey, P.Un., Nucleósido phosphotransferase de cebada. Caracterización y evidencia para ping pong kinetics implicando phosphoryl enzima.  J. Biol. Chem., 257(9), 4931-4939 (1982).
- Prasher, D.C., Conarro, L., Kushner, S.R., Amplificación y purificación de exonuclease I de Escherichia coli K12.  J. Biol. Chem., 258(10), 6340-6343 (1983)
- Prasher, D.C., McCann, R.O., Longiaru, M., Cormier, M.J., comparaciones de Secuencia de complementarios DNAs codificando aequorin isotypes.  Bioquímica, 26(5), 1326-1332 (1987).
- Phillips, G.J., Prasher, D.C., Kushner, S.R., caracterización Física y bioquímica de clonado sbcB y xonA mutaciones de Escherichia coli K-12.  J. Bacteriol., 170(5), 2089-2094 (1988).
- Cormier, M.J., Prasher, D.C., Longiaru, M., McCann, R.O., El enzymology y biología molecular del Ca2+-activado photoprotein, aequorin.  Photochem. Photobiol., 49(4), 509-512 (1989).
- Prasher, D.C., O'Kane, D., Lee, J., Woodward, B., El lumazine gen de proteína en Photobacterium phosphoreum está enlazado al lux operon.  Ácidos nucleicos Res., 18(21), 6450 (1990).
- O'Kane, D.J., Woodward, B., Lee, J., Prasher, D.C., Tomó prestado proteínas en bacterial bioluminiscencia.  Proc. Natl. Acad. Sci. EE.UU., 88(4), 1100-1104 (1991).
- O'Kane, D.J., Prasher, D.C., orígenes Evolutivos de bacterial bioluminiscencia.  Mol. Microbiol., 6(4), 443-449 (1992).
- Prasher, D.C., Eckenrode, V.K., Ward, W.W., Prendergast F.G., Cormier, M.J., estructura Primaria del Aequorea victoria verde-proteína fluorescente.  Gen, 111(2), 229-233 (1992).
- Hannick, L.I., Prasher, D.C., Schultz, L.W., Deschamps, J.R., Ward, K.B., Preparación y caracterización inicial de cristales del photoprotein aequorin de Aequorea victoria.  Proteínas, 15(1), 103-107 (1993).
- Cody, C.W., Prasher, D.C., Westler, W.M., Prendergast, F.G., Ward, W.W., estructura Química del hexapeptide chromophore del Aequorea verde-proteína fluorescente.  Bioquímica, 32(5), 1212-1218 (1993).
- Chalfie, M., Tu, Y., Euskirchen, G., Ward, W.W., Prasher, D.C., proteína fluorescente Verde como marcador para expresión de gen.  Ciencia, 263(5148), 802-805 (1994).
- Heim, R., Prasher, D.C., Tsien, R.Y., mutaciones de Longitud de onda y posttranslational autoxidation de proteína fluorescente verde.  Proc. Natl. Acad. Sci. EE.UU., 91(26), 12501-12504 (1994).
- Prasher, D.C., Utilizando GFP para ver la luz.  Tendencias Genet., 11(8), 320-323 (1995).
- Haseloff, J., Siemering, K.R., Prasher, D.C., Hodge, S., Extracción de un cryptic intron y subcellular localization de la proteína fluorescente verde está requerida para marcar #transgénico Arabidopsis plantas brightly.  Proc. Natl. Acad. Sci. EE.UU., 94(6), 2122-2127 (1997).
- Bernon, G., Schander, C., Prasher, D., Robinson, D., Encuesta y estado de babosas terrestres en América del Norte   americana Malacological Sociedad Abstracts 2000, 41 (2000).
- Barr, NB, Cocinero, Un., Mayor, P., Molongoski, J., Prasher, D., Robinson D.G. Aplicación de un ADN barcode utilizando el 16S rRNA gen para diagnosticar plaga Arion especie en los EE.UU.. " J. Moll. Stud. 75: 187-191 (2009).